# Ufukcan Engin
Ufukcan Engin (Çanakkale, 8 maart 1999) is een Turks voetballer die als middenvelder speelt.

## Carrière
Ufukcan Engin speelde in de jeugd van Çanakkale Dardanelspor, en debuteerde al in het profvoetbal toen hij vijftien jaar oud was. Hij is met 15 jaar en 218 dagen de jongste doelpuntenmaker in het Turkse profvoetbal. Na drie seizoenen voor Çanakkale Dardanelspor op het vierde niveau van Turkije, de 3. Lig, te hebben gespeeld, vertrok hij in 2017 naar Fortuna Sittard. Hier debuteerde hij op 22 september 2017, in de met 5-1 gewonnen thuiswedstrijd tegen Jong AZ. Hij kwam in de 82e minuut in het veld voor Djibril Dianessy. Op 30 januari 2018 verruilde hij Fortuna Sittard per direct voor Istanbulspor. In zijn eerste half jaar bij deze club kwam hij niet in actie, hij zat slechts eenmaal op de bank. Zodoende werd hij het seizoen erna verhuurd aan Silivrispor. In het seizoen 2019/20 werd hij verhuurd aan Nazilli Belediyespor, wat hem in de zomer van 2020 definitief overnam. Sinds 2021 speelt hij voor Belediye Derincespor.

### Statistieken
| Seizoen                      | Club                   | Land           | Competitie     | Competitie | Competitie | Beker | Beker | Totaal | Totaal |
| Seizoen                      | Club                   | Land           | Competitie     | Wed.       | Dlp.       | Wed.  | Dlp.  | Wed.   | Dlp.   |
| ---------------------------- | ---------------------- | -------------- | -------------- | ---------- | ---------- | ----- | ----- | ------ | ------ |
| 2014/15                      | Çanakkale Dardanelspor | Turkije        | 3. Lig         | 29         | 5          | 1     | 0     | 30     | 5      |
| 2015/16                      | Çanakkale Dardanelspor | Turkije        | 3. Lig         | 21         | 0          | 2     | 0     | 23     | 0      |
| 2016/17                      | Çanakkale Dardanelspor | Turkije        | 3. Lig         | 31         | 3          | 1     | 0     | 32     | 3      |
| 2017/18                      | Fortuna Sittard        | Nederland      | Eerste divisie | 5          | 0          | 1     | 0     | 6      | 0      |
| 2017/18                      | Istanbulspor           | Turkije        | 1. Lig         | 0          | 0          | 0     | 0     | 0      | 0      |
| 2018/19                      | → Silivrispor          | Turkije        | 3. Lig         | 28         | 2          | 1     | 0     | 29     | 2      |
| 2019/20                      | → Nazilli Belediyespor | Turkije        | 3. Lig         | 25         | 1          | 2     | 0     | 27     | 1      |
| 2020/21                      | Nazilli Belediyespor   | Turkije        | 3. Lig         | 23         | 1          | 1     | 0     | 24     | 1      |
| 2021/22                      | Belediye Derincespor   | Turkije        | 3. Lig         | 3          | 0          | 1     | 0     | 4      | 0      |
| Carrièretotaal               | Carrièretotaal         | Carrièretotaal | Carrièretotaal | 165        | 12         | 10    | 0     | 175    | 12     |
| Bijgewerkt op 8 oktober 2021 |                        |                |                |            |            |       |       |        |        |